# Chlorochaeta flavitaenia
Chlorochaeta flavitaenia là một loài bướm đêm trong họ Geometridae.